# Hatebeak
Hatebeak è un gruppo musicale death metal statunitense, formato da Blake Harrison, Mark Sloan e Waldo, un pappagallo africano grigio. I componenti del gruppo non utilizzano i loro cognomi negli album pubblicati per mantenere un "alone di mistero". Gli Hatebeak sono unici nel loro genere nel senso che sono l'unico gruppo che inserisce nelle loro canzoni la voce di un pappagallo. Al momento sono legati all'etichetta Reptilian Records.
Il loro sound è stato descritto come "un martello pneumatico in un compattatore".

## Membri
- Blake Harrison[4] (Pig Destroyer)[5] – percussioni[5][6]
- Mark Sloan[4]
- Waldo - voce

## Discografia
- The Number of the Beak (TBA)

### Split albums
- Beak of Putrefaction con Longmont Potion Castle (2004)
- Bird Seeds of Vengeance/Wolfpig con Caninus (2005)
- The Thing That Should Not Beak con Birdflesh (2007)

### Demo
- Demo CD (2003)